# Antinomianizmus
Az antinomianizmus minden olyan nézet, amely elutasítja a törvényeket, az erkölcsi, vallási vagy társadalmi normákat. A kifejezésnek vallási és világi jelentése egyaránt van.

## Etimológia
Összetett szó a görög ἀντί, anti (= ellen) és νόμος, nomosz (= törvény) szavakból. 

## A vallásokban
Az antinomianizmus minden vallásban megtalálható szellemiség: a hívők bizonyos tagjai úgy vélik, hogy a kegyelem, az üdvösség, a megvilágosodás stb. annyira átjárja őket, hogy nem érvényesek rájuk a meglevő törvények.

### Kereszténység
A kereszténységben olyan tan, amely szerint a hívők kegyelemből szabadulnak meg a mózesi vagy bármilyen erkölcsi törvény betartásának szükségességétől.
Bizonyos keresztény hitrendszerekben  az, amely a hit és az isteni kegyelem általi üdvösség elve alapján azt állítja, hogy a megváltottak nem kötelesek követni a tízparancsolatban foglalt erkölcsi törvényt.

### Keleti vallások
Rituális antinomiánus szokások jellemeznek bizonyos tantrikus irányzatokat (ld. pl. aghorik).

### Ezoterika
A nyugati ezoterika kortárs tanulmányaiban az antinomianizmust a bal oldali ösvény jellemzőjének tekintik. 